# Eumorpha labruscae
Eumorpha labruscae é uma espécie de mariposa neotropical da família Sphingidae, descrita por Lineu em 1758. É conhecida por sua coloração vibrante, com asas anteriores de um verde-profundo e asas posteriores com um complexo padrão multicolorido. Além de sua aparência, a espécie é notável por seu poderoso voo e comportamento migratório, que lhe permite cobrir vastas distâncias continentais.

## Descrição morfológica
Com uma envergadura alar que varia entre 100 e 120 milímetros, a Eumorpha labruscae é uma mariposa de grande porte. As asas anteriores são de uma cor verde-oliva aveludada, enquanto as asas posteriores exibem um padrão complexo e chamativo: uma grande mancha carmesim na base, seguida por uma área azul-arroxeada e uma margem marrom, com um ocelo amarelo próximo ao canto anal. Este padrão contrastante fica oculto em repouso, mas é exibido durante o voo.
A lagarta exibe um acentuado polimorfismo de cor. Pode ser encontrada em fases verde-clara, amarelada, marrom-avermelhada ou quase preta. Seu corpo é liso e segmentado, com uma série de ocelos (manchas em forma de olho) brancos ou amarelados ao longo dos flancos. Nos primeiros estágios, possui um longo corno caudal filiforme; no último estágio, este corno é substituído por um "olho" pequeno e brilhante no dorso.
A pupa é robusta, de coloração marrom-escura e brilhante, e se desenvolve em uma câmara subterrânea escavada pela lagarta.

## Distribuição e habitat
Eumorpha labruscae possui uma das distribuições mais extensas entre as mariposas-esfinge, ocorrendo desde o norte da Argentina até o sul do Canadá. Sua presença nos Estados Unidos e no Canadá é resultado de migrações anuais de populações tropicais. No Brasil, é encontrada em todos os biomas. Existem múltiplos registros de sua ocorrência no estado do Maranhão, tanto em áreas de Cerrado quanto em zonas de floresta.
A espécie habita uma grande variedade de ambientes, incluindo florestas tropicais úmidas, florestas subtropicais secas, bordas de mata, áreas agrícolas (especialmente vinhedos) e jardins suburbanos.

## Biologia e ecologia

### Comportamento migratório
Eumorpha labruscae é uma migrante de longa distância. Indivíduos voam para o norte a cada primavera e verão, partindo de suas áreas de reprodução permanentes nos trópicos. Esses voos permitem que a espécie explore recursos sazonais em latitudes mais altas. As gerações subsequentes no norte não sobrevivem ao inverno, e a região é recolonizada no ano seguinte.

### Alimentação
Os adultos são crepusculares e noturnos, alimentando-se do néctar de diversas flores de corola longa, como as de petúnias, orquídeas e madressilvas, sendo importantes polinizadores.
As lagartas são especialistas em plantas da família Vitaceae. Suas principais plantas hospedeiras incluem espécies dos gêneros Cissus, Vitis, Ampelopsis e Parthenocissus. Por se alimentarem de videiras, podem ser ocasionalmente encontradas em vinhedos, embora raramente causem danos econômicos significativos.

### Ciclo de vida
Nos trópicos, a espécie se reproduz continuamente, tendo múltiplas gerações ao longo do ano. A fêmea deposita ovos verdes e esféricos individualmente nas folhas da planta hospedeira. O desenvolvimento da lagarta até a pupação leva algumas semanas, dependendo da temperatura e da qualidade do alimento.